# بارتون ترف
بارتون ترف (به انگلیسی: Barton Turf) یک روستا و محله مدنی در بریتانیا است که در نورث نورفک واقع شده‌است. بارتون ترف ۱۰٫۸۶ کیلومتر مربع مساحت و ۴۶۷ نفر جمعیت دارد.